# 松田亜衣
松田 亜衣（まつだ あい、1985年3月31日 - ）は、静岡県出身の元レースクイーン、モデルである。プリッツコーポレーションに所属していた。

## 来歴・人物
- 大学時代、モデルをしていた双子の妹の影響で現事務所に入り活動を開始。「モデルだったら短期間で効率よく働ける」と思ったのがきっかけである[1]。
- 特技は蛙逆立ちが出来ること。趣味は散歩、映画鑑賞。
- 中学・高校時代は新体操部に在籍。特にこん棒を使うクラブ競技が得意だった。
- へそピアスを開けている。

## 主な活動

### レースクイーン
- 2006年　フォーミュラ・ニッポン Arabian Oasis イメージガール
- 2007年　富士スピードウェイ イメージガールクレインズ
- 2008年　SUPER GT GT500 ハセミ・YellowHat YMS Lady
- 2009年　SUPER GT GT300 Dechau! Girlsレースクィーン team Black

### その他
- 2007年～2009年：MAキックボクシングラウンドガール
- 2009年：アップガレージ「ドリフトエンジェルス」

## DVD
- first challenge（2006年9月8日発売・J.V.D）